# Championnat du monde féminin de handball 2001
Navigation
Norvège et Danemark 1999 Croatie 2003
Le 15e Championnat du monde féminin de handball a eu lieu du 4 au 16 décembre 2001, en Italie. Il s'agit de la 15e édition de cette épreuve.
Ce championnat voit la Russie remporter son premier titre aux dépens de la Norvège, tenante du titre. La médaille de bronze est remportée par la RF Yougoslavie.

## Présentation

### Équipes qualifiées
| Compétition                   | Date                       | Place(s) | Nations qualifiées                                                                  |
| ----------------------------- | -------------------------- | -------- | ----------------------------------------------------------------------------------- |
| Pays hôte                     |                            | 1        | Italie                                                                              |
| Championnat du monde 1999     | 12 décembre 1999           | 1        | Norvège                                                                             |
| Championnat d'Afrique 2000    | 1er mai 2000               | 3        | Angola, Congo et Tunisie                                                            |
| Championnat d'Asie 2000 (en)  | 17 août 2000               | 3        | Corée du Sud, Japon et Chine                                                        |
| Championnat panaméricain 2000 | 5 novembre 2000            | 3        | Brésil, Uruguay et Groenland                                                        |
| Championnat d'Europe 2000     | 17 décembre 2000           | 5        | Hongrie, Ukraine, Russie, Roumanie et France                                        |
| Qualifications européennes    | 25 nov. 2000 – 26 mai 2001 | 8        | Autriche, Danemark, Espagne, Macédoine, Pays-Bas, Slovénie, Suède et RF Yougoslavie |

### Modalités et groupes
Au tour préliminaire, les 24 équipes sont réparties en 4 poules :
- Groupe A :  Ukraine,  France,  Danemark,  Pays-Bas,  Chine,  Macédoine.
- Groupe B :  Hongrie,  Roumanie,  Suède,  Angola,  Congo,  Espagne.
- Groupe C :  Russie,  RF Yougoslavie,  Corée du Sud,  Japon,  Autriche,  Groenland.
- Groupe D :  Norvège,  Slovénie,  Italie,  Brésil,  Uruguay,  Tunisie.

Les 4 premières équipes de chaque poule sont qualifiées pour les huitièmes de finale.

## Tour préliminaire
Les deux premiers de chaque groupe se qualifient pour les huitièmes de finale.

### Groupe A  àBolzano
|     | Équipe    | Pts | J | G | N | P | Bp  | Bc  | Diff |
| --- | --------- | --- | - | - | - | - | --- | --- | ---- |
| 1er | Danemark  | 10  | 5 | 5 | 0 | 0 | 141 | 98  | 43   |
| 2e  | France    | 8   | 5 | 4 | 0 | 1 | 135 | 102 | 33   |
| 3e  | Chine     | 6   | 5 | 3 | 0 | 2 | 130 | 142 | -12  |
| 4e  | Pays-Bas  | 3   | 5 | 1 | 1 | 3 | 117 | 121 | -4   |
| 5e  | Ukraine   | 2   | 5 | 0 | 2 | 3 | 120 | 145 | -25  |
| 6e  | Macédoine | 1   | 5 | 0 | 1 | 4 | 110 | 145 | -35  |

| - Mardi 4 décembre : - Ukraine 28 - 28 Pays-Bas - France 31 - 17 Macédoine - Danemark 36 - 24 Chine - Mercredi 5 décembre : - Pays-Bas 21 - 22 France - Macédoine 22 - 31 Danemark - Chine 32 - 29 Ukraine |  | - Jeudi 6 décembre : - Pays-Bas 23 - 24 Chine - Ukraine 22 - 22 Macédoine - France 20 - 21 Danemark - Samedi 8 décembre : - Macédoine 24 - 29 Pays-Bas - France 29 - 18 Chine - Danemark 30 - 16 Ukraine |  | - Dimanche 9 décembre : - Chine 32 - 25 Macédoine - Ukraine 25 - 33 France - Danemark 23 - 16 Pays-Bas |

### Groupe B àMerano
|     | Équipe   | Pts | J | G | N | P | Bp  | Bc  | Diff |
| --- | -------- | --- | - | - | - | - | --- | --- | ---- |
| 1er | Suède    | 10  | 5 | 5 | 0 | 0 | 135 | 116 | 19   |
| 2e  | Hongrie  | 8   | 5 | 4 | 0 | 1 | 142 | 117 | 25   |
| 3e  | Espagne  | 6   | 5 | 3 | 0 | 2 | 136 | 128 | 8    |
| 4e  | Angola   | 4   | 5 | 2 | 0 | 3 | 126 | 116 | 10   |
| 5e  | Roumanie | 2   | 5 | 1 | 0 | 4 | 129 | 135 | -6   |
| 6e  | Congo    | 0   | 5 | 0 | 0 | 5 | 95  | 151 | -56  |

| - Mardi 4 décembre : - Hongrie 24 - 23 Angola - Roumanie 25 - 29 Espagne - Suède 29 - 21 Congo - Mercredi 5 décembre : - Angola 28 - 27 Roumanie - Congo 15 - 35 Hongrie - Espagne 24 - 27 Suède |  | - Jeudi 6 décembre : - Angola 27 - 13 Congo - Roumanie 22 - 26 Suède - Hongrie 27 - 23 Espagne - Samedi 8 décembre : - Suède 30 - 29 Hongrie - Roumanie 29 - 25 Congo - Espagne 29 - 28 Angola |  | - Dimanche 9 décembre : - Hongrie 27 - 26 Roumanie - Congo 21 - 31 Espagne - Suède 23 - 20 Angola |

### Groupe C àBressanone
|     | Équipe         | Pts | J | G | N | P | Bp  | Bc  | Diff |
| --- | -------------- | --- | - | - | - | - | --- | --- | ---- |
| 1er | Russie         | 10  | 5 | 5 | 0 | 0 | 142 | 107 | 35   |
| 2e  | RF Yougoslavie | 7   | 5 | 3 | 1 | 1 | 168 | 122 | 46   |
| 3e  | Autriche       | 7   | 5 | 3 | 1 | 1 | 146 | 129 | 17   |
| 4e  | Corée du Sud   | 4   | 5 | 2 | 0 | 3 | 146 | 133 | 13   |
| 5e  | Japon          | 2   | 5 | 1 | 0 | 4 | 115 | 151 | -36  |
| 6e  | Groenland      | 0   | 5 | 0 | 0 | 5 | 77  | 152 | -75  |

| - Mardi 4 décembre : - Russie 31 - 23 Japon - Corée du Sud 29 - 31 Autriche - RF Yougoslavie 35 - 13 Groenland - Mercredi 5 décembre : - Autriche 20 - 27 Russie - Japon 18 - 35 RF Yougoslavie - Groenland 12 - 27 Corée du Sud |  | - Jeudi 6 décembre : - Japon 22 - 30 Autriche - RF Yougoslavie 39 - 31 Corée du Sud - Russie 29 - 13 Groenland - Samedi 8 décembre : - Corée du Sud 23 - 26 Russie - RF Yougoslavie 31 - 31 Autriche - Groenland 19 - 27 Japon |  | - Dimanche 9 décembre : - Russie 29 - 28 RF Yougoslavie - Corée du Sud 36 - 25 Japon - Autriche 34 - 20 Groenland |

### Groupe D àTrente
|     | Équipe   | Pts | J | G | N | P | Bp  | Bc  | Diff |
| --- | -------- | --- | - | - | - | - | --- | --- | ---- |
| 1er | Norvège  | 10  | 5 | 5 | 0 | 0 | 175 | 91  | 84   |
| 2e  | Slovénie | 8   | 5 | 4 | 0 | 1 | 147 | 114 | 33   |
| 3e  | Brésil   | 6   | 5 | 3 | 0 | 2 | 123 | 130 | -7   |
| 4e  | Italie   | 4   | 5 | 2 | 0 | 3 | 109 | 122 | -13  |
| 5e  | Tunisie  | 2   | 5 | 1 | 0 | 4 | 102 | 134 | -32  |
| 6e  | Uruguay  | 0   | 5 | 0 | 0 | 5 | 90  | 155 | -65  |

| - Mardi 4 décembre : - Slovénie 25 - 22 Tunisie - Norvège 37 - 22 Brésil - Italie 26 - 22 Uruguay - Mercredi 5 décembre : - Brésil 23 - 36 Slovénie - Uruguay 11 - 48 Norvège - Tunisie 20 - 25 Italie |  | - Jeudi 6 décembre : - Brésil 23 - 18 Uruguay - Norvège 30 - 18 Tunisie - Slovénie 28 - 21 Italie - Samedi 8 décembre : - Tunisie 18 - 31 Brésil - Slovénie 34 - 16 Uruguay - Italie 16 - 28 Norvège |  | - Dimanche 9 décembre : - Uruguay 23 - 24 Tunisie - Norvège 32 - 24 Slovénie - Italie 21 - 24 Brésil |

## Phase finale
|  | Huitièmes de finale                | Huitièmes de finale                |                |                                   | Quarts de finale                  | Quarts de finale               |    |  | Demi-finales                    | Demi-finales                    |  |  | Finale                            | Finale                            |
|  | Huitièmes de finale                | Huitièmes de finale                |                |                                   | Quarts de finale                  | Quarts de finale               |    |  | Demi-finales                    | Demi-finales                    |  |  | Finale                            | Finale                            |
|  |                                    |                                    |                |                                   |                                   |                                |    |  |                                 |                                 |  |  |                                   |                                   |
|  | Mardi 11 décembre 2001, Trente     | Mardi 11 décembre 2001, Trente     |                |                                   | Jeudi 13 décembre 2001, Mérano    | Jeudi 13 décembre 2001, Mérano |    |  | samedi 15 décembre 2001, Trente | samedi 15 décembre 2001, Trente |  |  | dimanche 16 décembre 2001, Mérano | dimanche 16 décembre 2001, Mérano |
|  | Mardi 11 décembre 2001, Trente     | Mardi 11 décembre 2001, Trente     |                |                                   | Jeudi 13 décembre 2001, Mérano    | Jeudi 13 décembre 2001, Mérano |    |  | samedi 15 décembre 2001, Trente | samedi 15 décembre 2001, Trente |  |  | dimanche 16 décembre 2001, Mérano | dimanche 16 décembre 2001, Mérano |
|  | Russie                             | 24                                 |                |                                   | Jeudi 13 décembre 2001, Mérano    | Jeudi 13 décembre 2001, Mérano |    |  | samedi 15 décembre 2001, Trente | samedi 15 décembre 2001, Trente |  |  | dimanche 16 décembre 2001, Mérano | dimanche 16 décembre 2001, Mérano |
|  | Russie                             | 24                                 |                |                                   | Jeudi 13 décembre 2001, Mérano    | Jeudi 13 décembre 2001, Mérano |    |  | samedi 15 décembre 2001, Trente | samedi 15 décembre 2001, Trente |  |  | dimanche 16 décembre 2001, Mérano | dimanche 16 décembre 2001, Mérano |
|  | Italie                             | 19                                 |                |                                   | Jeudi 13 décembre 2001, Mérano    | Jeudi 13 décembre 2001, Mérano |    |  | samedi 15 décembre 2001, Trente | samedi 15 décembre 2001, Trente |  |  | dimanche 16 décembre 2001, Mérano | dimanche 16 décembre 2001, Mérano |
|  | Italie                             | 19                                 | Russie         | 30                                |                                   |                                |    |  | samedi 15 décembre 2001, Trente | samedi 15 décembre 2001, Trente |  |  | dimanche 16 décembre 2001, Mérano | dimanche 16 décembre 2001, Mérano |
|  | Mardi 11 décembre 2001, Trente     |                                    | Russie         | 30                                |                                   |                                |    |  | samedi 15 décembre 2001, Trente | samedi 15 décembre 2001, Trente |  |  | dimanche 16 décembre 2001, Mérano | dimanche 16 décembre 2001, Mérano |
|  |                                    | Hongrie                            | 23             |                                   |                                   |                                |    |  | samedi 15 décembre 2001, Trente | samedi 15 décembre 2001, Trente |  |  | dimanche 16 décembre 2001, Mérano | dimanche 16 décembre 2001, Mérano |
|  | Chine                              | Hongrie                            | 23             | 23                                |                                   |                                |    |  | samedi 15 décembre 2001, Trente | samedi 15 décembre 2001, Trente |  |  | dimanche 16 décembre 2001, Mérano | dimanche 16 décembre 2001, Mérano |
|  | Chine                              | Jeudi 13 décembre 2001, Bressanone |                | 23                                |                                   |                                |    |  | samedi 15 décembre 2001, Trente | samedi 15 décembre 2001, Trente |  |  | dimanche 16 décembre 2001, Mérano | dimanche 16 décembre 2001, Mérano |
|  | Hongrie                            | 24                                 |                |                                   |                                   |                                |    |  | samedi 15 décembre 2001, Trente | samedi 15 décembre 2001, Trente |  |  | dimanche 16 décembre 2001, Mérano | dimanche 16 décembre 2001, Mérano |
|  | Hongrie                            | 24                                 | Russie         | 26                                |                                   |                                |    |  |                                 |                                 |  |  | dimanche 16 décembre 2001, Mérano | dimanche 16 décembre 2001, Mérano |
|  | Mardi 11 décembre 2001, Bolzano    |                                    | Russie         | 26                                |                                   |                                |    |  |                                 |                                 |  |  | dimanche 16 décembre 2001, Mérano | dimanche 16 décembre 2001, Mérano |
|  |                                    | Danemark                           | 20             |                                   |                                   |                                |    |  |                                 |                                 |  |  | dimanche 16 décembre 2001, Mérano | dimanche 16 décembre 2001, Mérano |
|  | Danemark                           | Danemark                           | 20             | 30                                |                                   |                                |    |  |                                 |                                 |  |  | dimanche 16 décembre 2001, Mérano | dimanche 16 décembre 2001, Mérano |
|  | Danemark                           | samedi 15 décembre 2001, Bolzano   |                | 30                                |                                   |                                |    |  |                                 |                                 |  |  | dimanche 16 décembre 2001, Mérano | dimanche 16 décembre 2001, Mérano |
|  | Angola                             | 18                                 |                |                                   |                                   |                                |    |  |                                 |                                 |  |  | dimanche 16 décembre 2001, Mérano | dimanche 16 décembre 2001, Mérano |
|  | Angola                             | 18                                 | Danemark       | 27                                |                                   |                                |    |  |                                 |                                 |  |  | dimanche 16 décembre 2001, Mérano | dimanche 16 décembre 2001, Mérano |
|  | Mardi 11 décembre 2001, Bolzano    |                                    | Danemark       | 27                                |                                   |                                |    |  |                                 |                                 |  |  | dimanche 16 décembre 2001, Mérano | dimanche 16 décembre 2001, Mérano |
|  |                                    | Autriche                           | 26             |                                   |                                   |                                |    |  |                                 |                                 |  |  | dimanche 16 décembre 2001, Mérano | dimanche 16 décembre 2001, Mérano |
|  | Autriche                           | Autriche                           | 26             | 26                                |                                   |                                |    |  |                                 |                                 |  |  | dimanche 16 décembre 2001, Mérano | dimanche 16 décembre 2001, Mérano |
|  | Autriche                           | Jeudi 13 décembre 2001, Bolzano    |                | 26                                |                                   |                                |    |  |                                 |                                 |  |  | dimanche 16 décembre 2001, Mérano | dimanche 16 décembre 2001, Mérano |
|  | Slovénie                           | 21                                 |                |                                   |                                   |                                |    |  |                                 |                                 |  |  | dimanche 16 décembre 2001, Mérano | dimanche 16 décembre 2001, Mérano |
|  | Slovénie                           | 21                                 | Russie         | 30                                |                                   |                                |    |  |                                 |                                 |  |  |                                   |                                   |
|  | Mardi 11 décembre 2001, Bressanone |                                    | Russie         | 30                                |                                   |                                |    |  |                                 |                                 |  |  |                                   |                                   |
|  |                                    | Norvège                            | 25             |                                   |                                   |                                |    |  |                                 |                                 |  |  |                                   |                                   |
|  | Espagne                            | Norvège                            | 25             | 25                                |                                   |                                |    |  |                                 |                                 |  |  |                                   |                                   |
|  | Espagne                            |                                    |                | 25                                |                                   |                                |    |  |                                 |                                 |  |  |                                   |                                   |
|  | France                             | 32                                 |                |                                   |                                   |                                |    |  |                                 |                                 |  |  |                                   |                                   |
|  | France                             | 32                                 | France         | 26                                |                                   |                                |    |  |                                 |                                 |  |  |                                   |                                   |
|  | Mardi 11 décembre 2001, Bressanone |                                    | France         | 26                                |                                   |                                |    |  |                                 |                                 |  |  |                                   |                                   |
|  |                                    | Norvège                            | 29             |                                   |                                   |                                |    |  |                                 |                                 |  |  |                                   |                                   |
|  | Norvège                            | Norvège                            | 29             | 29                                |                                   |                                |    |  |                                 |                                 |  |  |                                   |                                   |
|  | Norvège                            | Jeudi 13 décembre 2001, Trente     |                | 29                                |                                   |                                |    |  |                                 |                                 |  |  |                                   |                                   |
|  | Corée du Sud                       | 25                                 |                |                                   |                                   |                                |    |  |                                 |                                 |  |  |                                   |                                   |
|  | Corée du Sud                       | 25                                 | Norvège        | 34ap                              |                                   |                                |    |  |                                 |                                 |  |  |                                   |                                   |
|  | Mardi 11 décembre 2001, Mérano     |                                    | Norvège        | 34ap                              |                                   |                                |    |  |                                 |                                 |  |  |                                   |                                   |
|  |                                    | RF Yougoslavie                     | 33             |                                   |                                   |                                |    |  |                                 |                                 |  |  |                                   |                                   |
|  | Brésil                             | RF Yougoslavie                     | 33             | 22                                |                                   |                                |    |  |                                 |                                 |  |  |                                   |                                   |
|  | Brésil                             |                                    |                | 22                                |                                   |                                |    |  |                                 |                                 |  |  |                                   |                                   |
|  | RF Yougoslavie                     | 38                                 |                | Match pour la 3e place            | Match pour la 3e place            |                                |    |  |                                 |                                 |  |  |                                   |                                   |
|  | RF Yougoslavie                     | 38                                 | RF Yougoslavie | Match pour la 3e place            | Match pour la 3e place            | 32                             |    |  |                                 |                                 |  |  |                                   |                                   |
|  | Mardi 11 décembre 2001, Mérano     | Mardi 11 décembre 2001, Mérano     | RF Yougoslavie | dimanche 16 décembre 2001, Mérano | dimanche 16 décembre 2001, Mérano | 32                             |    |  |                                 |                                 |  |  |                                   |                                   |
|  | Mardi 11 décembre 2001, Mérano     | Mardi 11 décembre 2001, Mérano     |                | dimanche 16 décembre 2001, Mérano | dimanche 16 décembre 2001, Mérano | Suède                          | 18 |  |                                 |                                 |  |  |                                   |                                   |
|  | Suède                              | 23                                 | Danemark       | 40                                |                                   | Suède                          | 18 |  |                                 |                                 |  |  |                                   |                                   |
|  | Suède                              | 23                                 | Danemark       | 40                                |                                   |                                |    |  |                                 |                                 |  |  |                                   |                                   |
|  | Pays-Bas                           | 21                                 |                | RF Yougoslavie                    | 42                                |                                |    |  |                                 |                                 |  |  |                                   |                                   |
|  | Pays-Bas                           | 21                                 |                | RF Yougoslavie                    | 42                                |                                |    |  |                                 |                                 |  |  |                                   |                                   |

### Huitièmes de finale
| 11 décembre 2001 18 h 00 | Espagne            | 25 – 32         | France           | Palasport, Bressanone Arbitrage : Bruun, Nielsen |
| 11 décembre 2001 18 h 00 | Natalia Morskova 9 | (13 – 17)       | Leila Lejeune 14 | Palasport, Bressanone Arbitrage : Bruun, Nielsen |
| 11 décembre 2001 18 h 00 | ×4 ×3              | handball2001.it | ×3 ×10 ×1        | Palasport, Bressanone Arbitrage : Bruun, Nielsen |

| 11 décembre 2001 18 h 00 | Brésil                | 22 – 38         | RF Yougoslavie | Meranarena, Mérano Arbitrage : Kang, Lim |
| 11 décembre 2001 18 h 00 | MJ Batista de Sales 8 | (9 – 22)        | Maja Savić 10  | Meranarena, Mérano Arbitrage : Kang, Lim |
| 11 décembre 2001 18 h 00 | ×2 ×1                 | handball2001.it | ×3 ×5          | Meranarena, Mérano Arbitrage : Kang, Lim |

| 11 décembre 2001 18 h 00 | Chine       | 23 – 24         | Hongrie        | PalaTrento, Trente Arbitrage : Arnaldsson, Viðarsson |
| 11 décembre 2001 18 h 00 | Chao Zhai 7 | (13 – 11)       | Ágnes Farkas 6 | PalaTrento, Trente Arbitrage : Arnaldsson, Viðarsson |
| 11 décembre 2001 18 h 00 | ×3 ×4       | handball2001.it | ×3 ×4          | PalaTrento, Trente Arbitrage : Arnaldsson, Viðarsson |

| 11 décembre 2001 18 h 00 | Autriche          | 26 – 21         | Slovénie           | Palasport, Bolzano Arbitrage : Forbord, Jørstad |
| 11 décembre 2001 18 h 00 | Ausra Fridrikas 9 | (14 – 13)       | Branka Mijatović 6 | Palasport, Bolzano Arbitrage : Forbord, Jørstad |
| 11 décembre 2001 18 h 00 | ×4 ×1             | handball2001.it | ×2 ×3              | Palasport, Bolzano Arbitrage : Forbord, Jørstad |

| 11 décembre 2001 20 h 30 | Danemark           | 30 – 18         | Angola        | Palasport, Bolzano Affluence : 200 Arbitrage : Pleşa, Pripas |
| 11 décembre 2001 20 h 30 | Josephine Touray 7 | (16 – 8)        | Ilda Bengue 5 | Palasport, Bolzano Affluence : 200 Arbitrage : Pleşa, Pripas |
| 11 décembre 2001 20 h 30 | ×3 ×4              | handball2001.it | ×2 ×4 ×1      | Palasport, Bolzano Affluence : 200 Arbitrage : Pleşa, Pripas |

| 11 décembre 2001 20 h 30 | Russie               | 24 – 19         | Italie               | PalaTrento, Trente Arbitrage : Alonso, Tchara |
| 11 décembre 2001 20 h 30 | Lioudmila Bodnieva 5 | (10 – 10)       | Natalya Anysenkova 7 | PalaTrento, Trente Arbitrage : Alonso, Tchara |
| 11 décembre 2001 20 h 30 | ×2 ×6 ×1             | handball2001.it | ×3 ×6                | PalaTrento, Trente Arbitrage : Alonso, Tchara |

| 11 décembre 2001 20 h 30 | Suède          | 23 – 21         | Pays-Bas      | Meranarena, Mérano Arbitrage : Baum, Góralczyk |
| 11 décembre 2001 20 h 30 | Åsa Erkisson 7 | (10 – 10)       | Irina Pusic 8 | Meranarena, Mérano Arbitrage : Baum, Góralczyk |
| 11 décembre 2001 20 h 30 | ×3 ×2          | handball2001.it | ×3 ×2         | Meranarena, Mérano Arbitrage : Baum, Góralczyk |

| 11 décembre 2001 20 h 30 | Norvège        | 29 – 25         | Corée du Sud | Palasport, Bressanone Arbitrage : Khudoerko, Litvinov |
| 11 décembre 2001 20 h 30 | Grini, Rokne 7 | (16 – 14)       | Choi, Moon 6 | Palasport, Bressanone Arbitrage : Khudoerko, Litvinov |
| 11 décembre 2001 20 h 30 | ×3             | handball2001.it | ×2 ×5 ×1     | Palasport, Bressanone Arbitrage : Khudoerko, Litvinov |

### Quarts de finale
| 13 décembre 2001 20 h 30 | Danemark         | 27 – 26         | Autriche           | Palsport, Bressanone Affluence : 1 200 Arbitrage : Gilles Bord, Olivier Buy |
| 13 décembre 2001 20 h 30 | Lotte Kiærskou 6 | (15 – 15)       | Ausra Fridrikas 14 | Palsport, Bressanone Affluence : 1 200 Arbitrage : Gilles Bord, Olivier Buy |
| 13 décembre 2001 20 h 30 | ×3 ×5            | handball2001.it | ×4 ×5              | Palsport, Bressanone Affluence : 1 200 Arbitrage : Gilles Bord, Olivier Buy |

| 13 décembre 2001 19 h 45 | Russie          | 30 – 23         | Hongrie      | Meranarena, Mérano Arbitrage : Forbord, Jørstad |
| 13 décembre 2001 19 h 45 | Anna Kareïeva 8 | (15 – 10)       | Rita Borók 7 | Meranarena, Mérano Arbitrage : Forbord, Jørstad |
| 13 décembre 2001 19 h 45 | ×2 ×6           | handball2001.it | ×2 ×7 ×1     | Meranarena, Mérano Arbitrage : Forbord, Jørstad |

| 13 décembre 2001 20 h 30 | France          | 26 – 29                | Norvège          | Palasport, Bolzano |
| 13 décembre 2001 20 h 30 | Leila Lejeune 8 | (11 – 15)              | Marianne Rokne 7 | Palasport, Bolzano |
| 13 décembre 2001 20 h 30 | ×7              | FFHB (fr) Rapport (no) | ×5               | Palasport, Bolzano |

| 13 décembre 2001 20 h 30 | RF Yougoslavie     | 32 – 18         | Suède          | PalaTrento, Trente Arbitrage : Ehrmann, Künzig |
| 13 décembre 2001 20 h 30 | Kolaković, Savić 6 | (13 – 9)        | Åsa Eriksson 5 | PalaTrento, Trente Arbitrage : Ehrmann, Künzig |
| 13 décembre 2001 20 h 30 | ×4 ×6              | handball2001.it | ×3 ×10 ×1      | PalaTrento, Trente Arbitrage : Ehrmann, Künzig |

### Demi-finales
| 15 décembre 2001 20 h 30 | Danemark            | 20 – 26         | Russie               | PalaTrento, Trente Arbitrage : Baum, Góralczyk |
| 15 décembre 2001 20 h 30 | Mette Vestergaard 5 | (12 – 11)       | Elena Tchaoussova 10 | PalaTrento, Trente Arbitrage : Baum, Góralczyk |
| 15 décembre 2001 20 h 30 | ×3                  | handball2001.it | ×3                   | PalaTrento, Trente Arbitrage : Baum, Góralczyk |

- Danemark[1] : Rantala (13 arrêts) ; Vestergaard (5 buts), Roslyng, Kiaerskou et Touray (3 buts)...
- Russie[1] : Bogdanova (11 arrêts) ; Tchaoussova (10 buts), Diadetchko et Poltoratskaïa (4 buts)...

| 15 décembre 2001 20 h 30 | Norvège          | 34 – 33 (ap)       | RF Yougoslavie      | Palasport, Bolzano Arbitrage : Gilles Bord, Olivier Buy |
| 15 décembre 2001 20 h 30 | Kjersti Grini 11 | (15 – 16, 29 – 29) | Ljiljana Knežević 8 | Palasport, Bolzano Arbitrage : Gilles Bord, Olivier Buy |
| 15 décembre 2001 20 h 30 | Prol. : 5 – 4    |                    |                     | Palasport, Bolzano Arbitrage : Gilles Bord, Olivier Buy |
| 15 décembre 2001 20 h 30 | ×3 ×6            | handball2001.it    | ×3 ×9               | Palasport, Bolzano Arbitrage : Gilles Bord, Olivier Buy |

- Norvège[1] : Leganger (22 arrêts dt 2/9 pen) ; Grini (11 buts), Duvholt (7 buts)...
- RF Yougoslavie[1] : Jovanovic (14 arrêts dt 2/7 pn); Knezevic (8 buts), Medved et Petrovic (6 buts)...

### Match pour la3eplace
| 16 décembre 2001 15 h 00 | Danemark             | 40 – 42 (ap)       | RF Yougoslavie     | Meranarena, Mérano Affluence : 3 500 Arbitrage : Ehrmann, Künzig |
| 16 décembre 2001 15 h 00 | Mette Vestergaard 16 | (17 – 14, 34 – 34) | Sandra Kolaković 7 | Meranarena, Mérano Affluence : 3 500 Arbitrage : Ehrmann, Künzig |
| 16 décembre 2001 15 h 00 | Prol. : 6 – 8        |                    |                    | Meranarena, Mérano Affluence : 3 500 Arbitrage : Ehrmann, Künzig |
| 16 décembre 2001 15 h 00 | ×4 ×2                | handball2001.it    | ×4 ×5              | Meranarena, Mérano Affluence : 3 500 Arbitrage : Ehrmann, Künzig |

### Finale
| 16 décembre 2001 17 h 30 | Russie                    | 30 – 25         | Norvège         | Meranarena, Mérano Arbitrage : Dolejš, Kohout |
| 16 décembre 2001 17 h 30 | Bodnieva, Poltoratskaïa 5 | (18 – 12)       | Kjersti Grini 9 | Meranarena, Mérano Arbitrage : Dolejš, Kohout |
| 16 décembre 2001 17 h 30 | ×3 ×4                     | handball2001.it | ×3 ×2           | Meranarena, Mérano Arbitrage : Dolejš, Kohout |

Les statistiques de la finale sont :
- Russie :
  - Gardiennes : Bogdanova (60 minutes, 13 arrêts), Alizar
  - Joueuses de champ : Tchaoussova (3/6), Romenskaïa (0/1), Kareïeva (4/9), Bodnieva (5/9), Mouravieva (4/4 pen), Ignattchenko (3/3), Verakso (1/3), Poltoratskaïa (5/8), Diadetchko (3/6), Dolguich (2/3).
- Norvège
  - Gardiennes : Leganger (60 minutes, 16 arrêts), Kopperud
  - Joueuses de champ : Grini (9/12 dt 3/3 pen), Duvholt (5/7), Nyhamar (1/4), Sorlie (3/3), Sandve (2/2), Hammerseng (1/3), Tuven (0/1), Hilmo (1/2), Rokne (3/10), Harsaker.

## Matchs de classement
|  | Demi-finales de classement        | Demi-finales de classement      |                        |    | Match pour la 5e place            | Match pour la 5e place            |
|  | Demi-finales de classement        | Demi-finales de classement      |                        |    | Match pour la 5e place            | Match pour la 5e place            |
|  |                                   |                                 |                        |    |                                   |                                   |
|  | samedi 15 décembre 2001, Trente   | samedi 15 décembre 2001, Trente |                        |    | dimanche 16 décembre 2001, Merano | dimanche 16 décembre 2001, Merano |
|  | samedi 15 décembre 2001, Trente   | samedi 15 décembre 2001, Trente |                        |    | dimanche 16 décembre 2001, Merano | dimanche 16 décembre 2001, Merano |
|  | Autriche                          | 33                              |                        |    | dimanche 16 décembre 2001, Merano | dimanche 16 décembre 2001, Merano |
|  | Autriche                          | 33                              |                        |    | dimanche 16 décembre 2001, Merano | dimanche 16 décembre 2001, Merano |
|  | Hongrie                           | 36                              |                        |    | dimanche 16 décembre 2001, Merano | dimanche 16 décembre 2001, Merano |
|  | Hongrie                           | 36                              | Hongrie                | 30 |                                   |                                   |
|  | samedi 15 décembre 2001, Bolzano  |                                 | Hongrie                | 30 |                                   |                                   |
|  |                                   | France                          | 31                     |    |                                   |                                   |
|  | France                            | France                          | 31                     | 22 |                                   |                                   |
|  | France                            |                                 |                        | 22 |                                   |                                   |
|  | Suède                             | 21                              |                        |    |                                   |                                   |
|  | Suède                             | 21                              | Match pour la 7e place |    |                                   |                                   |
|  |                                   |                                 |                        |    |                                   |                                   |
|  | dimanche 16 décembre 2001, Merano |                                 |                        |    |                                   |                                   |
|  |                                   |                                 |                        |    |                                   |                                   |
|  | Autriche                          | 33                              |                        |    |                                   |                                   |
|  | Autriche                          | 33                              |                        |    |                                   |                                   |
|  | Suède                             | 31                              |                        |    |                                   |                                   |
|  | Suède                             | 31                              |                        |    |                                   |                                   |

## Classement final
| Rang                      | Équipe         | MJ | V | N | D | BM  | BE  | Diff |
| ------------------------- | -------------- | -- | - | - | - | --- | --- | ---- |
| Médaille d'or, monde      | Russie         | 9  | 9 | 0 | 0 | 252 | 194 | +58  |
| Médaille d'argent, monde  | Norvège        | 9  | 8 | 0 | 1 | 292 | 205 | +87  |
| Médaille de bronze, monde | RF Yougoslavie | 9  | 6 | 1 | 2 | 313 | 236 | +77  |
| 4                         | Danemark       | 9  | 7 | 0 | 2 | 258 | 210 | +48  |
|                           |                |    |   |   |   |     |     |      |
| 5                         | France         | 9  | 7 | 0 | 2 | 246 | 207 | +39  |
| 6                         | Hongrie        | 9  | 6 | 0 | 3 | 255 | 234 | +21  |
| 7                         | Autriche       | 9  | 5 | 1 | 3 | 264 | 244 | +20  |
| 8                         | Suède          | 9  | 6 | 0 | 3 | 228 | 224 | +4   |
|                           |                |    |   |   |   |     |     |      |
| 9                         | Slovénie       | 6  | 4 | 0 | 2 | 168 | 140 | +28  |
| 10                        | Espagne        | 6  | 3 | 0 | 3 | 161 | 160 | +1   |
| 11                        | Chine          | 6  | 3 | 0 | 3 | 153 | 166 | –13  |
| 12                        | Brésil         | 6  | 3 | 0 | 3 | 145 | 168 | –23  |
|                           |                |    |   |   |   |     |     |      |
| 13                        | Angola         | 6  | 2 | 0 | 4 | 144 | 146 | –2   |
| 14                        | Pays-Bas       | 6  | 1 | 1 | 4 | 138 | 144 | –6   |
| 15                        | Corée du Sud   | 6  | 2 | 0 | 4 | 171 | 162 | +9   |
| 16                        | Italie         | 6  | 2 | 0 | 4 | 128 | 146 | –18  |
| 17                        | Roumanie       | 5  | 1 | 0 | 4 | 129 | 135 | –6   |
| 18                        | Ukraine        | 5  | 0 | 2 | 3 | 120 | 145 | –25  |
| 19                        | Tunisie        | 5  | 1 | 0 | 4 | 102 | 134 | –32  |
| 20                        | Japon          | 5  | 1 | 0 | 4 | 115 | 151 | –36  |
| 21                        | Macédoine      | 5  | 0 | 1 | 4 | 110 | 145 | –35  |
| 22                        | Congo          | 5  | 0 | 0 | 5 | 95  | 151 | –56  |
| 23                        | Uruguay        | 5  | 0 | 0 | 5 | 90  | 155 | –65  |
| 24                        | Groenland      | 5  | 0 | 0 | 5 | 77  | 152 | –75  |

## Statistiques et récompenses

### Équipe-type
À l'issue du tournoi, l'équipe type du tournoi a été désignée,,,, :
- meilleure joueuse : non décerné
- meilleure gardienne : Cecilie Leganger,  Norvège
- meilleure ailière gauche : Maja Savić,  RF Yougoslavie
- meilleure arrière gauche : Leila Lejeune,  France
- meilleure demi-centre : Irina Poltoratskaïa,  Russie
- meilleure pivot : Lioudmila Bodnieva,  Russie
- meilleure arrière droite : Mette Vestergaard,  Danemark
- meilleure ailière droite : Beatrix Balogh,  Hongrie

### Statistiques individuelles
| Rang | Joueuse            | Sélection      | Buts | Tirs | %      | 7m    | MJ | Moy  |
| ---- | ------------------ | -------------- | ---- | ---- | ------ | ----- | -- | ---- |
| 1    | Ausra Fridrikas    | Autriche       | 87   | 157  | 55,4 % | 15/24 | 9  | 9,7  |
| 2    | Leila Lejeune      | France         | 71   | 122  | 58,2 % | 20/23 | 9  | 7,9  |
| 3    | Natalia Morskova   | Espagne        | 67   | 98   | 68,4 % | 26/27 | 6  | 11,2 |
| 4    | Kjersti Grini      | Norvège        | 53   | 85   | 62,4 % | 22/24 | 8  | 6,6  |
| 5    | Åsa Eriksson       | Suède          | 50   | 86   | 58,1 % | 11/13 | 8  | 6,3  |
| 6    | Maja Savić         | RF Yougoslavie | 49   | 71   | 69,0 % | -     | 9  | 5,4  |
| 6    | Chao Zhai          | Chine          | 49   | 88   | 55,7 % | 14/18 | 6  | 8,2  |
| 8    | Ielena Tchaoussova | Russie         | 47   | 72   | 65,3 % | 14/21 | 9  | 5,2  |
| 8    | Bojana Petrović    | RF Yougoslavie | 47   | 84   | 56,0 % | -     | 7  | 6,7  |
| 10   | Barbara Strass     | Autriche       | 45   | 66   | 68,2 % | 12/16 | 8  | 5,6  |
| 10   | Sandra Kolaković   | RF Yougoslavie | 45   | 69   | 65,2 % | 21/24 | 9  | 5    |

| Rang | Joueuse               | Sélection      | Arrêts | Tirs | %      | MJ | Moy. |
| ---- | --------------------- | -------------- | ------ | ---- | ------ | -- | ---- |
| 1    | Cecilie Leganger      | Norvège        | 128    | 297  | 43,1 % | 9  | 14,2 |
| 2    | Jenny Lindbolm        | Suède          | 119    | 301  | 39,5 % | 8  | 14,9 |
| 3    | Valérie Nicolas       | France         | 86     | 252  | 34,1 % | 9  | 9,6  |
| 4    | Zlata Paplacko        | RF Yougoslavie | 84     | 241  | 34,9 % | 9  | 9,3  |
| 5    | Natalia Rusnachenko   | Autriche       | 83     | 224  | 37,1 % | 9  | 9,2  |
| 6    | Lene Rantala          | Danemark       | 72     | 195  | 36,9 % | 8  | 9    |
| 7    | Svetlana Bogdanova    | Russie         | 71     | 165  | 43,0 % | 7  | 10,1 |
| 8    | Nada Tutnjič          | Slovénie       | 66     | 159  | 41,5 % | 5  | 13,2 |
| 8    | Chana Masson de Souza | Brésil         | 66     | 197  | 33,5 % | 6  | 11   |
| 10   | Verena Wolf           | Italie         | 63     | 201  | 31,3 % | 6  | 10,5 |

## Effectif des équipes sur le podium
Les effectifs des trois équipes sur le podium sont, :

### Championne du monde:Russie
- 01 – Tatiana Alizar
- 12 – Inna Souslina
- 16 – Svetlana Bogdanova
- 03 – Yelena Tchaoussova
- 04 – Oksana Romenskaïa
- 05 – Natalia Gontcharova
- 06 – Anna Kareïeva
- 07 – Lioudmila Bodnieva
- 08 – Nadejda Mouravieva
- 09 – Anna Ignattchenko
- 10 – Raïssa Verakso
- 13 – Elena Parchkova
- 14 – Tatiana Diadetchko
- 15 – Alina Dolguich
- 17 – Irina Poltoratskaïa
- 19 – Svetlana Smirnova.

Entraîneur :
- Ievgueni Trefilov

### Vice-championne du monde:Norvège
- 01 – Mimi Kopperud Slevigen
- 12 – Cecilie Leganger
- 16 – Heidi Halvorsen
- 03 – Kjersti Grini
- 04 – Kristine Duvholt Havnås
- 05 – Unni Nyhamar Hinkel
- 06 – Else-Marthe Sørlie-Lybekk
- 07 – Monica Sandve
- 09 – Kristine Lunde
- 10 – Gro Hammerseng
- 11 – Janne Tuven
- 14 – Elisabeth Hilmo
- 15 – Marianne Rokne
- 18 – Hanne Halén
- 19 – Vigdis Hårsaker.

Entraîneuse :
- Marit Breivik

### Troisième place:RF Yougoslavie
- 01 – Zlata Paplacko
- 12 – Branka Jovanović
- 16 – Emina Krasnić
- 02 – Tatjana Medved
- 06 – Sanja Jovović
- 08 – Sandra Kolaković
- 09 – Ljiljana Knežević
- 10 – Biljana Balać
- 13 – Snežana Damjanac
- 14 – Maja Savić
- 15 – Aida Selmanović
- 17 – Bojana Petrović
- 18 – Milanka Čelebić
- 19 – Tanja Milanović
- 20 – Olivera Mugoša
- 23 – Dragica Miličković.

Entraîneur :
- Milorad Milatović